# Sten Branzell

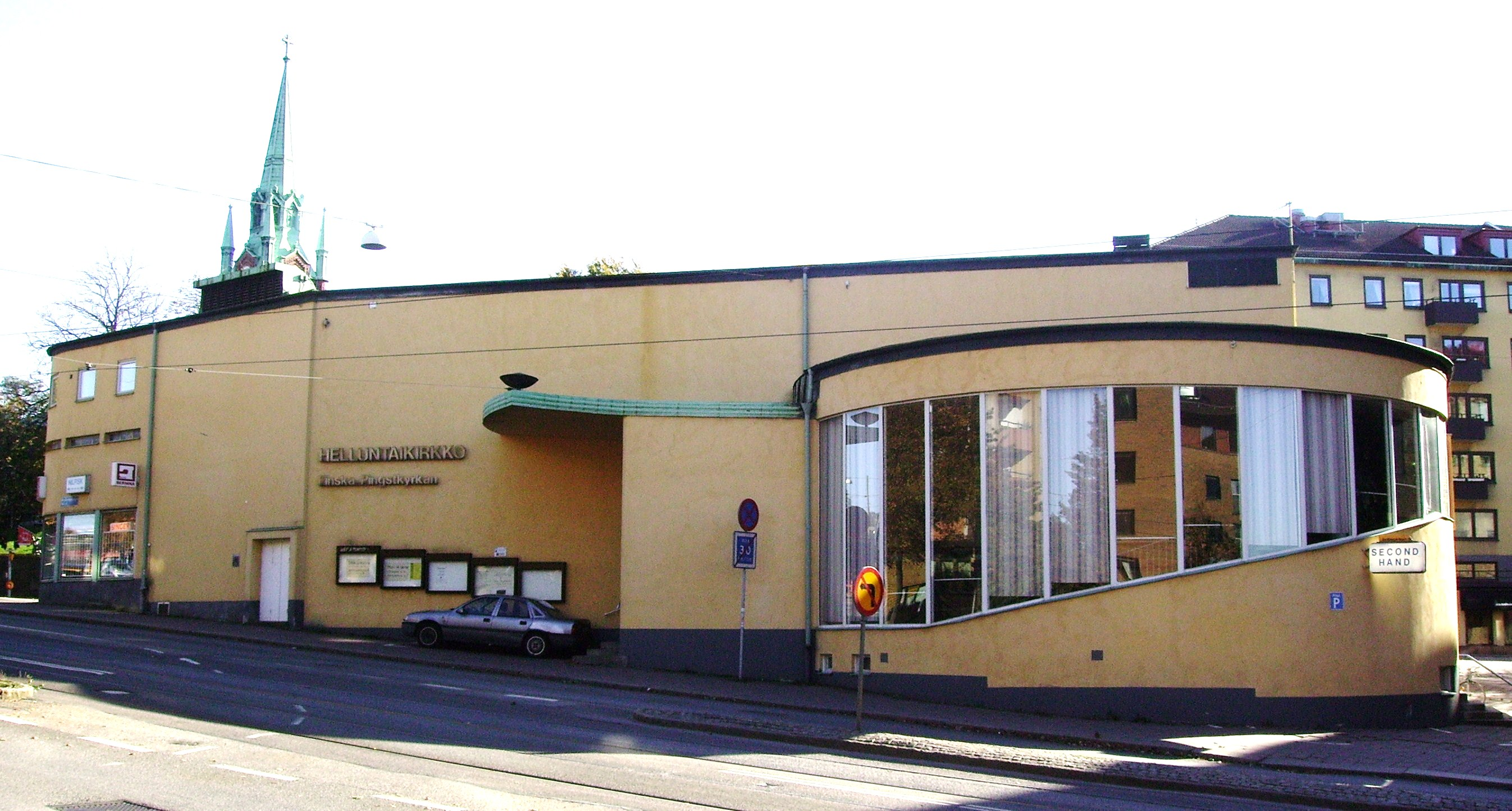
Biografen Flamman i Göteborg.

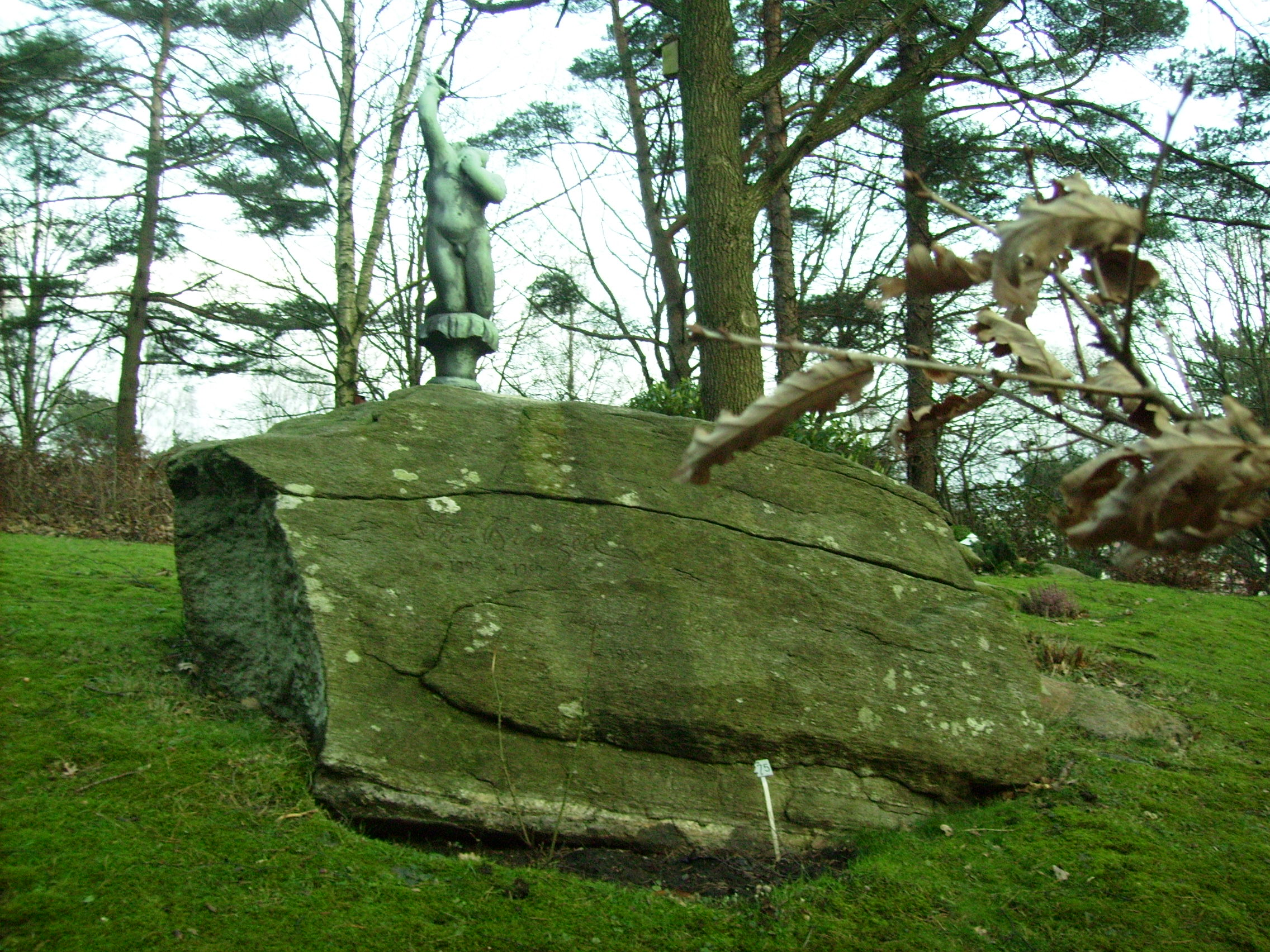
Sten Branzells minnesvård på Kvibergs kyrkogård (minneslunden).

Sten Gunnar Branzell, född 27 augusti 1893 i Stockholm, död 4 maj 1959 i Göteborg, var en svensk arkitekt och formgivare.

## Biografi
Sten Branzell var son till överläraren Anders Wilhelm Branzell och Jenny Bernhardina Persson samt bror till Karin Branzell. Han utbildade sig på Kungliga Tekniska Högskolan med examen 1916 och Kungliga Konsthögskolan 1919 i Stockholm. 
År 1918 anslöt han sig till Svenska brigaden och deltog i finska inbördeskriget. I Finland träffade han bland annat Alvar Aalto, som senare kom att bo hos Sten Branzell med hustru Anna, när han var på besök i Göteborg. Branzell ritade möbler åt NK:s verkstäder[källa behövs] och var under 1920-talet konstnärlig rådgivare och formgivare vid olika glasbruk, exempelvis Kosta glasbruk och Reijmyre glasbruk 1920-1922.
Branzell var först stadsplanearkitekt i Göteborg 1926-1944 och sedan stadsarkitekt 1944-1957. Han är känd för 1934 års stadsplan för Gubbero och för biografen Flamman (1935) i Olskroken. Från 1928 var han undervisande lärare vid Chalmers Tekniska institut och från 1930 även arkitekt i Byggnadsstyrelsen. 
Hans norskfödda hustru Anna Branzell, född Mohr (1895-1983), var första kvinna att ta arkitektexamen i Sverige. Makarna ligger begravna på Kvibergs kyrkogård. Deras son Arne Branzell var även han arkitekt. Familjen Branzell  bodde i ett hus på Esbjörns väg på Skårs höjder som han själv ritat.